# Мікадзукі (1927)
Мікадзукі (Mikazuki, яп. 三日月) — ескадрений міноносець Імперського флоту Японії, який взяв участь у Другій світовій війні.
Корабель, який став десятим (за часом закладання) серед есмінців типу «Муцукі», спорудили у 1927 році на верфі ВМФ у Сасебо.
На момент вступу Японії до Другої світової війни Мікадзукі був підпорядкований 3-й дивізії авіаносців та мав забезпечувати ескорт легкого авіаносця «Дзуйхо». 7 грудня 1941-го із Внутрішнього Японського моря до островів Огасавара вийшло велике з'єднання лінкорів, яке мало в разі потреби надати допомогу ударному авіаносному з'єднанню («Кідо Бутай») при поверненні останнього після удару по Перл-Гарбору. «Дзуйхо» разом з Мікадзукі супроводжував це угруповання, яке 13 грудня повернулось до Куре, оскільки «Кідо Бутай» ніхто не переслідував.
Наступні кілька місяців «Дзуйхо» переважно провів за тренуванням у водах метрополії, хоча все-таки виходив 17—25 лютого 1942-го у круговий рейс для доставлення літаків до Давао на південному узбережжі філіппінського острова Мінданао (японці активно використовували Давао для свого наступу на схід Нідерландської Ост-Індії, кульмінацією якого стала висадка 1 березня на Яві). Втім, у цьому поході його супроводжували есмінці «Сігуре» та «Сірацую».
29 травня 1942-го «Дзуйхо» під ескортом Мікадзукі вийшов у море для участі в мідвейській операції. Авіаносець належав до загону великих артилерійських кораблів адмірала Кондо, а тому не брав участь у катастрофічній для «Кідо Бутай» битві при Мідвеї. З 5 по 7 червня «Дзуйхо» виконував завдання із допомоги важким крейсерам «Мікума» та «Могамі», які отримали пошкодження при зіткненні, при цьому є відомості, що його супроводжував більш сучасний есмінець «Харусаме» (на додачу чи замість «Мікадзукі»). Після повернення з походу Мікадзукі з 15 червня став на ремонт у Сасебо (обернене до Східнокитайського моря узбережжя Кюсю).
12 липня 1942-го есмінець узявся за ескортну службу на маршруті між Японією та Формозою (Тайванем). При цьому протягом наступного року він ще двічі проходив ремонти у Сасебо — з 14 грудня 1942 по 27 січня 1943 та з 26 березня по 10 червня 1943. Під час останнього з корабля зняли 2 установки головного калібру, кормовий торпедний апарат та один з котлів, зате додали 25-мм зенітні автомати.
11 червня 1943-го Мікадзукі вирушив до району активних бойових дій у Меланезії та попрямував до Рабаулу (головна передова база в архіпелазі Бісмарка, з якої здійснювались операції на Соломонових островах та сході Нової Гвінеї).
28—29 червня 1943-го Мікадзукі та ще два есмінці спробували пройти з Рабаула до Коломбангари (у архіпелазі Нью-Джорджія в центральній частині Соломонових островів), проте місію скасували через підсилену активність ворожої авіації у регіоні. А вже 30 червня союзники розпочали операцію по оволодінню Нью-Джорджією. Японське командування почало реалізовувати контрзаходи і тієї ж доби Мікадзукі та ще 4 есмінці вирушили для обстрілу острова Рендова (біля південного узбережжя Нью-Джорджії), проте операцію довелось скасувати через погодні умови. 2 липня Мікадзукі вийшов з із цією ж метою з якірної стоянки Шортленд (прикрита групою невеликих островів Шортленд акваторія біля південного завершення острова Бугенвіль, де зазвичай відстоювались бойові кораблі та перевалювались вантажі для подальшої відправки далі на схід Соломонових островів), причому в загоні були ще 7 есмінців та легкий крейсер. Бомбардування відбулося в ніч проти 3 липня та було не вельми результативним.
5 липня 1943-го «Мікадзукі» у складі загону із 10 есмінців вийшов рейс до Коломбангари. Це призвело до битви в затоці Кула, втім, «Мікадзукі» не взяв у ній участь, оскільки належав до транспортної групи. 9 липня 1943-го «Мікадзукі» разом з трьома іншими есмінцями здійснив успішний рейс до Коломбангари з військами та припасами. 12 липня 1943-го легкий крейсер «Дзінцу» та 9 японських есмінців вирушили у черговий рейс до цього острова, причому на цей раз Мікадзукі належав до групи прикриття та в ніч проти 13 липня взяв участь у битві при Коломбангарі. В якийсь момент корабель спробував допомогти важко пошкодженому «Дзінцу», проте унаслідок дій ворога не зміг це зробити.
19 липня 1943-го «Мікадзукі» разом з двома іншими есмінцями попрямував до Коломбангари для доставлення підкріплень. Їх рейс прикривала інша група, до якої на цей раз включили не лише легкий крейсер та есмінці, але й 3 важкі крейсери, що прибули з Рабаула із завданням на пошук та знищення ворожих сил. У ніч проти 20 липня японські кораблі стали ціллю для ворожих бомбардувальників, які скинули бомби за показаннями радарів та змогли потопити 2 есмінці і пошкодити 2 важкі крейсери. Втім, транспортна група успішно виконала своє завдання.
27—28 липня 1943-го «Мікадзукі» разом з есмінцем «Аріаке» здійснили транспортний рейс до Тулуву на мисі Глочестер, що утворює західне завершення острова Нова Британія. Тут обидва кораблі вискочили на мілину, проте «Аріаке» зміг самостійно зійти з неї, зняти бійців з «Мікадзукі» та висадити їх у пункті призначення. Далі «Аріаке» повернувся для допомоги «Мікадзукі», проте під час цієї операції обидва есмінці стали жертвами ворожих бомбардувальників. В останньому поході на «Мікадзукі» загинуло 8 членів екіпажу.
Під час подальших бойових дій  рештки «Мікадзукі» ще кілька разів ставали ціллю для бомбардування.